# Kiawah Island (wyspa)
Kiawah Island – jedna z wysp należących do Sea Islands, leżąca u wybrzeży Karoliny Południowej w hrabstwie Charleston. Leży około 34 km na południe od Charleston, ma 16 km długości i 2,4 km szerokości a średnie wyniesienie ponad poziom morza wynosi tylko 1,5m. Wyspę w 2000 roku zamieszkiwało 1163 mieszkańców. Na wyspie jest popularne centrum golfowe.